# 神無さつき
神無 さつき（かんな さつき、2月27日 - ）は、 日本の漫画家。女性。兵庫県出身。血液型はB型。

## 来歴
『COMICポプリクラブ』誌でデビュー。比較的にほんわかした感じの可愛らしいキャラクターを男女とも描く。好きな言葉は「考えるな！感じろ！」。

## 作品リスト

### 単行本
- 『ふるふるLOVE』 2009年7月23日発売[4]、マックス〈ポプリコミックス〉、ISBN 978-4-86379-003-2
  - LOVE♥CONNECTION （COMICポプリクラブ 2009年5月号）
  - ごめんねの後は？ （COMICポプリクラブ 2008年11月号）
  - キレイに洗って♥ （COMICポプリクラブ 2009年1月号[注 1]）
  - ボクのせんぱい （COMICポプリクラブ 2009年7月号）
  - キレイなお姉さんは好きですか？ （COMICポプリクラブ 2008年1月号）
  - ぷち★セレブ （COMICポプリクラブ 2008年6月号）
  - サプライズ★バースデー （COMICポプリクラブ 2008年4月号）
  - 夏のらぶらぶ♥争奪戦!! （COMICポプリクラブ 2008年9月号）
  - ワンコのキモチ （COMICポプリクラブ 2009年3月号）
  - 助けて★お隣さん （COMICポプリクラブ 2007年8月号）
  - 幼なじみのヒミツ♥ （COMICポプリクラブ 2007年11月号）
- 『ぷるぷるHEARTS』 2011年7月21日発売[5]、マックス〈ポプリコミックス〉、ISBN 978-4-86379-046-9
  - 女採りの夜 （コミックPフラート VOL.9〈COMICポプリクラブ2月号増刊〉）
  - パラソル★バケーション （コミックPフラート VOL.6〈COMICポプリクラブ8月号増刊〉）
  - 特別な日 （コミックPフラート VOL.4〈COMICポプリクラブ4月号増刊〉）
  - おいしくいただきます♥ （コミックPフラート VOL.2〈COMICポプリクラブ12月号増刊〉）
  - 雪の日の願い-前編- （コミックPフラート VOL.10〈COMICポプリクラブ4月号増刊〉）
  - 雪の日の願い-後編- （コミックPフラート VOL.11〈COMICポプリクラブ6月号増刊〉）
  - 恋するブルマー （コミックPフラート VOL.8〈COMICポプリクラブ12月号増刊〉）
  - 雨のちお姉さん （コミックPフラート VOL.7〈COMICポプリクラブ10月号増刊〉）
  - スペシャルランチをどうぞ♥ （コミックPフラート VOL.5〈COMICポプリクラブ6月号増刊〉）
  - いじわるな彼 （コミックPフラート VOL.1〈COMICポプリクラブ10月号増刊〉）
  - Present for you♥ （コミックPフラート VOL.3〈COMICポプリクラブ2月号増刊〉）
  - 雪の日の願い-after- （描き下ろし）